# 24045 Unruh
24045 Unruh è un asteroide della fascia principale. Scoperto nel 1999, presenta un'orbita caratterizzata da un semiasse maggiore pari a 2,6377776 UA e da un'eccentricità di 0,1517998, inclinata di 6,22357° rispetto all'eclittica.